# Plajă

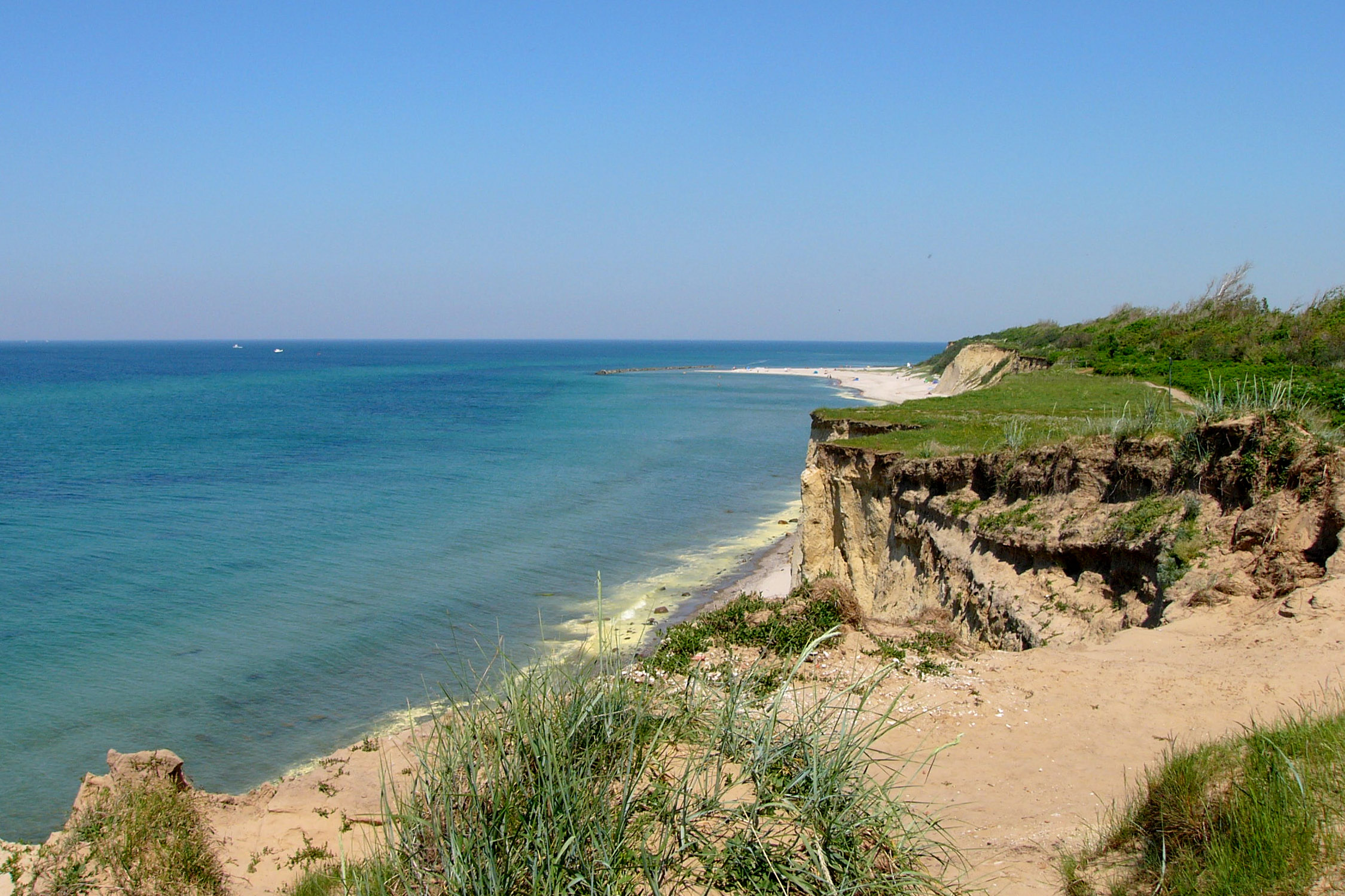
Pomerania Beach (Darss)

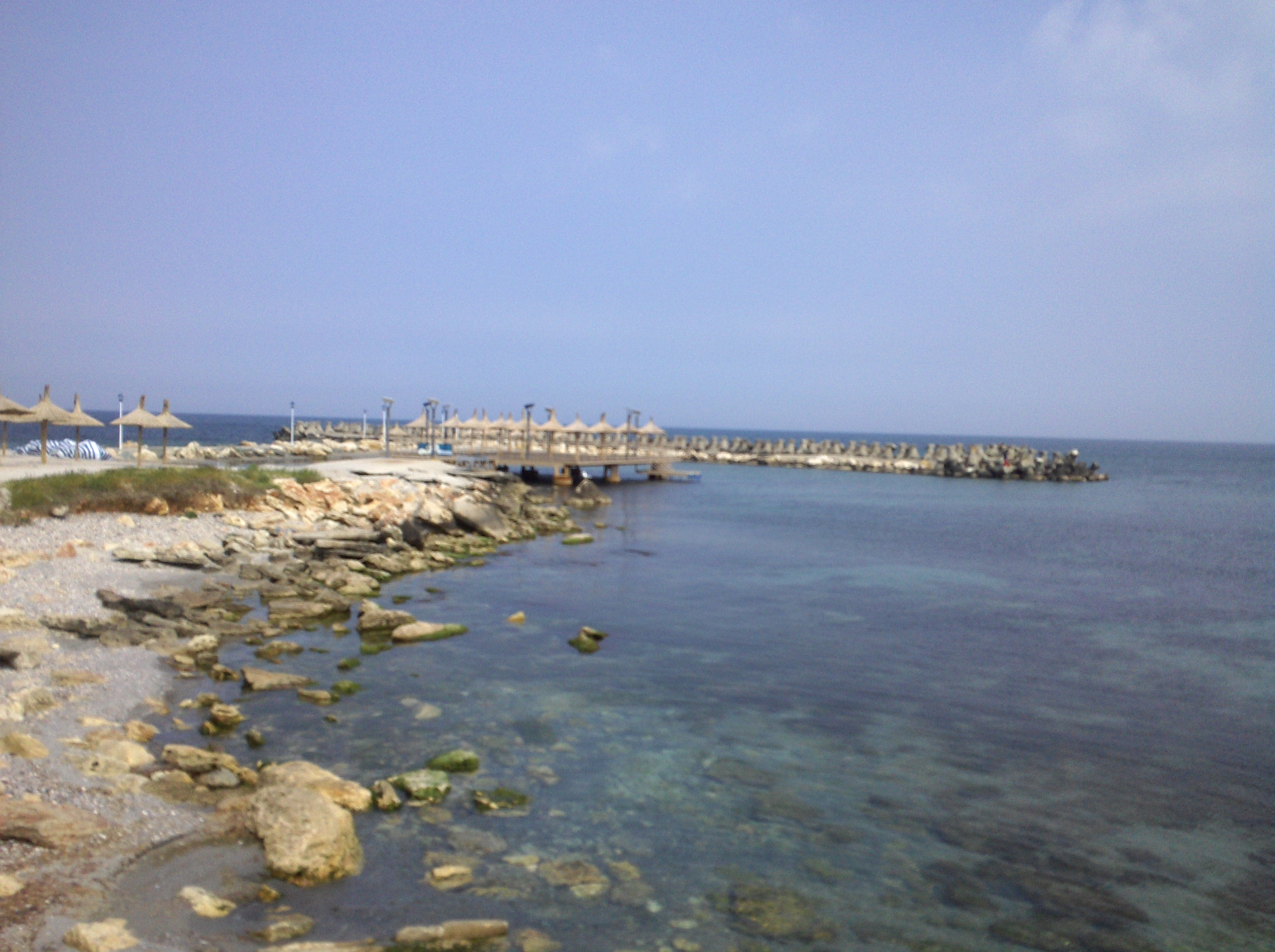
Plaja din Venus

Plaja este o porțiune de teren de la baza unei faleze ori de pe panta lină dinspre mare a unui cordon litoral sau al unui curs de apă.

## Descriere
Din punct de vedere morfologic, plaja este o aglomerare de sedimente care variază între nisip și pietriș. Plajele se formează sub acțiunea valurilor și curenților marini care transportă materiale, care pot fi organice (bucăți de cochilii și oase) sau anorganice (bucăți de rocă fărâmițată, nisipuri) și le depozitează într-o anumită zonă. Plajele sunt structuri foarte schimbătoare care în mod constant pierd și în același timp dobândesc materiale în cantități aproximativ egale și prin aceasta plaja continuă să existe.

## Plaja ca habitat
Plaja fiind un mediu mereu schimbător expune plantele și animalele care viețuiesc aici unor condiții instabile. Cu toate acestea, aceste cicluri zilnice și sezoniere adăpostesc sau atrag multe viețuitoare vegetale și animale cărora le oferă hrană sau sol pentru a crește. Anumite viețuitoare mici trăiesc în nisip și se hrănesc cu resturile aduse de valuri, de asemenea crabi, insecte și păsări. Broaștele țestoase folosesc plaja pentru a-și depune ouăle. Resturile animale moarte și bucățile de alge rupte favorizează formarea unei fragile și efemere pături de vegetație în partea superioară a plajei.